# 1 Gwardyjska Armia Pancerna

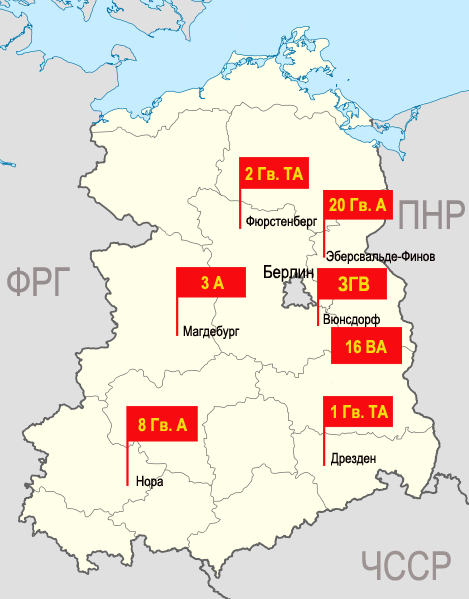
Dyslokacja sztabów jednostek Armii Radzieckiej w tym sztabu 1 Gwardyjskiej Armii Pancernej na terytorium Niemieckiej Republiki Demokratycznej. 1991.

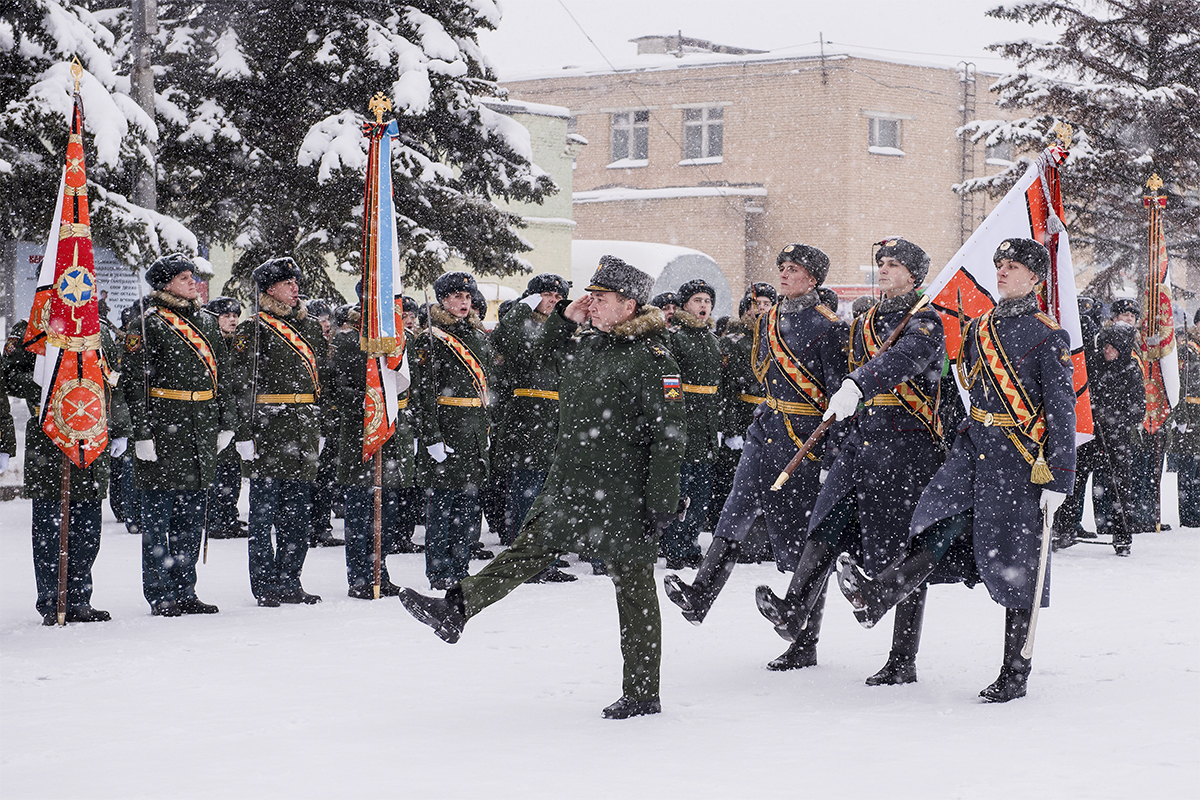
Uroczystość 75-lecia sformowania 1 Gwardyjskiej Armii Pancernej, 2018

1 Gwardyjska Armia Pancerna (ros. 1-я гвардейская танковая армия) – związek operacyjny Armii Czerwonej i Armii Radzieckiej, a obecnie Sił Zbrojnych Federacji Rosyjskiej.

## Historia
1 Gwardyjska Armia Pancerna powstała w dniu 25 kwietnia 1944 roku z przekształcenia 1 Armii Pancernej. Początkowo wchodziła w skład 1 Frontu Ukraińskiego, w składzie którego wzięła udział w operacji lwowsko-sandomierskiej. Latem 1944 uczestniczyła w walkach przeciw armii niemieckiej o utworzenie przyczółka baranowsko-sandomierskiego. Pod koniec 1944 roku weszła w skład 1 Frontu Białoruskiego w składzie którego uczestniczyła w operacjach: warszawsko-poznańskiej, pomorskiej (bitwa o Białogard) i berlińskiej. W czasie operacji warszawsko-poznańskiej w ciągu 18 dni przeszła w boju około 600 km przełamując niemieckie linie obronne i forsując z marszu trzy rzeki: Pilicę, Wartę, Odrę. Szybkość ofensywy wojsk 1 Gwardyjskiej Armii Pancernej uniemożliwiła Niemcom w Gnieźnie grabież zabytków, które mieli już spakowane do wywozu. Były nimi najcenniejsze elementy wyposażenia katedry, łącznie z romańskimi Drzwiami Gnieźnieńskimi. Uczestniczyła również w walkach o Aleksandrów Łódzki, zdobycie miasta 18 stycznia 1945 roku zakończyło okupację niemiecką na tym terenie. 1 Gwardyjska Armia Pancerna uczestniczyła w operacji berlińskiej, zakończonej 2 maja zdobyciem stolicy III Rzeszy. To jej gen. Gieorgij Żukow wydał rozkaz aby jako pierwsza wkroczyła do Berlina i zatknęła Sztandar Zwycięstwa.
Po zakończeniu II wojny światowej stacjonowała do początków lat dziewięćdziesiątych na terenie NRD (w składzie Grupy Wojsk Radzieckich w Niemczech). Dowództwo i sztab mieściło się w Dreźnie, następnie przeniesiona została do Smoleńska i rozwiązana w 1998 roku.
W listopadzie 2014 roku na podstawie decyzji prezydenta Federacji Rosyjskiej zdecydowano o odtworzeniu i rozpoczęto ponowne formowanie 1 Gwardyjskiej Armii Pancernej. Organizacyjnie Armia należy do Zachodniego Okręgu Wojskowego. Sztab mieści się w miejscowości Bakowka (część miasta Odincowo) w obwodzie moskiewskim.
W 2022 roku wzięła udział w inwazji na Ukrainę, zdaniem gen. Waldemara Skrzypczaka ponosząc znaczne straty.

## Dowództwo armii
Dowódcy:
- gen. płk Michaił Katukow[5] (1944 – 1947)
- gen. mjr Wiktor Roszczin ros. Виктор Михайлович Рощин (1995 – 1998)
- gen. mjr Aleksander Czajko ros. Александр Юрьевич Чайко (2014 – 2017)
- gen. mjr Aleksiej Awdiejew ros. Алексей Юрьевич Авдеев (2017 – 2018)
- gen. mjr/por. Siergiej Kisiel ros. Сергей Александрович Кисель (2018 –2022)[9]
- gen. por. Nikołaj Tierieszczenko (2022-2024);
- gen. por. Witalij Podlesnyj (2024-);

Członek Rady Wojennej:
- gen. por. Nikołaj Popiel[10]

Szefowie sztabu:
- gen. por. Michaił Szalin (25.04.1944 - 09.05.1945)[11]

## Struktura organizacyjna
Skład 1944–1945
- 8 Gwardyjski Korpus Zmechanizowany
- 11 Gwardyjski Korpus Pancerny

Skład w 1990
- 9 Bobrujsko-Berlińska Dywizja Pancerna – Riesa;
- 11 Gwardyjska Przykarpacko-Berlińska Dywizja Pancerna – Drezno;
- 20 Gwardyjska Przykarpacko-Berlińska Dywizja Zmechanizowana – Grimma;

Jednostki podporządkowania armijnego:
- 181 Gwardyjska Nowozybkowska Brygada Rakiet Operacyjno-Taktycznych – Kohstadt;
- 432 Brygada Rakiet Operacyjno-Taktycznych – Btirchen;
- 308 Brygada Artylerii Armat – Zeithaim;
- 53 Brygada Rakiet Przeciwlotniczych – Altenburg;
- 443 Brandenburska Brygada Inżynieryjno-Saperska – Drezno;
- 41 Brygada Zabezpieczenia Materiałowego – Drezno;
- 225 pułk śmigłowców – Allstedt;
- 485 pułk śmigłowców – Brandis;
- 204 pułk rakiet przeciwlotniczych – Drezno;
- 68 pułk pontonowo-mostowy – Drezno;
- 3 Gwardyjski Przykarpacki pułk łączności – Drezno;
- 253 pułk radiotechniczny – Malsenburg;
- 1044 batalion desantowo-szturmowy – Konigsburg;
- 234 batalion ochrony – Drezno;
- 6 eskadra śmigłowców – Klotosze;
- 269 eskadra Bezzałogowych Statków Powietrznych – Brandis;
- 489 dywizjon artylerii przeciwpancernej – Meiningen;
- 51 batalion radiotechniczny – Drezno;
- 106 batalion WRE – Wittenberga;
- 829 batalion radioliniowy – Miśnia;
- 443 batalion inżynieryjno-saperski – Drezno;
- 595 batalion rozpoznania i obrony przeciwchemicznej – Chemnitz;

Skład w 2016
- 4 Gwardyjska Kantemirowska Dywizja Pancerna;
- 2 Gwardyjska Tamańska Dywizja Zmechanizowana;
- 27 Samodzielna Gwardyjska Sewastopolska Brygada Zmechanizowana;
- 6 Samodzielna Gwardyjska Częstochowska Brygada Pancerna;
- 288 Gwardyjska Warszawsko-Brandenburska Brygada Artylerii;
- 112 Gwardyjska Noworosyjska Brygada Rakietowa[a];
- 49 Brygada Rakietowa Obrony Przeciwlotniczej;
- 96 Samodzielna Brygada Rozpoznawcza;
- 60 Brygada Dowodzenia;
- 6 pułk inżynieryjny;
- 20 pułk chemiczny.

## Upamiętnienie
W okresie PRL-u w Ozorkowie w ścianę budynku przy ulicy Stefana Wyszyńskiego 7 wmurowano tablicę ku czci żołnierzy 1 Gwardyjskiej Armii Pancernej i Wojska Polskiego, którzy 18 stycznia 1945 roku brali udział w jego zdobyciu, kończącego okupację niemiecką Ozorkowa.